# Mesopotamia (St. Vincent und die Grenadinen)
Mesopotamia ist ein Ort auf der Insel St. Vincent, die dem Staat St. Vincent und die Grenadinen angehört. Der Ort liegt im Südosten der Insel und gehört zum Parish Saint George. 